# Mi Stamatas
"Mi Stamatas" (alfabeto grego: "Μη σταματάς", (em português:  "Não parem") foi a canção que representou Chipre no Festival Eurovisão da Canção 1993 que se realizou em Millstreet na Irlanda.
Foi interpretada em língua grega por Kyriakos Zimboulakis e Dimos van Beke. Foi a vigésima-terceira canção a ser interpretada na noite do evento, a seguir à canção espanhola "Hombres" interpretada por Eva Santamaría e antes da canção israelita "Shiru", cantada por Sarah'le Sharon e pelo The Shiru Group. Terminou a competição em 19.º lugar (entre 25 participantes), tendo recebido 17 pontos. No ano seguinte, no Festival Eurovisão da Canção 1994, Chipre fez-se representar com a canção "Ime Anthropos Ki Ego", interpretada por Evridiki.

## Autores
A canção tinha letra de Rodoula Papalambrianou, música de Aristos Moskovakis e foi orquestrada por Giorgos Theophanous.

## Letra
A canção é um apelo â unidade global, com o duo apelando aos seus ouvintes para que "não parem de ajudar as pessoas".